# Amygdalaceae
Amygdalaceae is een botanische naam, voor een familie van tweezaadlobbige planten. Een familie onder deze naam wordt zelden erkend door systemen voor plantentaxonomie, maar wel door het Dahlgrensysteem. De bekende vertegenwoordiger is de amandel, al zal ook de perzik er allicht bijhoren.
In de regel worden de betreffende planten ingedeeld in de familie Rosaceae.